# 大学よいとこ
『大学よいとこ』（だいがくよいとこ）は、1936年（昭和11年）公開の、小津安二郎監督による日本映画。脚本のみ現存でプリントはない。

## 概要
以前の学生喜劇には部分的にしかなかった、シリアスタッチが全編にみなぎっている青春ドラマである。題名からしてアイロニーに満ちているが、2人の主人公も「若き日」のように冗談をとばすこともなく陰気な雰囲気に包まれている。

## あらすじ
下宿屋で、様々な学生が寝転がって一生懸命勉強している時に、卒業生は職を探している。藤木と天野は軍事教練でひどい目にあい、体を壊した野球部の青木は一日中部屋で横になり、先輩の西田はぶらぶらして他人に金をたかっている。そして天野は退学して故郷に戻ることになり、藤木は妻のへそくりを失敬して送別会を開く。翌日、学生たちはいつもの生活に戻り、藤木は軍事教練で行進する。

## スタッフ
- 監督：小津安二郎
- 脚本：荒田正男
- 原案：ゼームス槇（小津）
- 撮影：茂原英雄

## キャスト
- 藤木：近衛敏明
- 天野：笠智衆
- 西田：小林十九二
- 河原：大山健二
- 井上：池部鶴彦
- 青木：日下部章
- 藤木の妻千代子：高杉早苗
- 下宿の亭主：青野清
- 下宿の内儀：飯田蝶子
- 下宿の女中：出雲八重子
- 講師：斎藤達雄
- 教官：坂本武
- 子供：爆弾小僧

## 作品データ
- 製作:松竹蒲田撮影所
- フォーマット:白黒・スタンダードサイズ（1.37:1）・サウンド版
- 初回興行: 1936年3月19日・浅草帝国館
- 同時上映 : 『初姿出世街道』（並木鏡太郎監督、市川右太衛門・岡田嘉子出演）